# یوری سارکیسیان
یوری وازگنی سارکیسیان (ارمنی: Յուրի Վազգենի Սարգսյանը؛ زادهٔ ۳۰ مهٔ ۱۹۴۷ در ایروان) یک بازیکن فوتبال بازنشسته در مهاجم و مربی فوتبال کنونی اهل ارمنستان-ازبکستان است.

## باشگاهی
از باشگاه‌هایی که در آن بازی کرده است می‌توان به باشگاه فوتبال بنیادکار، باشگاه فوتبال نفتچی فرغانه و باشگاه فوتبال نفتچی فرغانه، اشاره کرد.